# Júlio Silva
Júlio Silva (Jundiaí, 1º luglio 1979) è un ex tennista brasiliano.

## Carriera
È passato tra i professionisti nel 1999 e ha raggiunto la sua massima posizione in classifica nel singolare il 16 novembre 2009.
Vanta due partecipazioni nei tornei del Grande Slam, la prima agli Australian Open 2006 e la seconda agli US Open 2010 ma in entrambi i casi, dopo aver superato le qualificazioni, è stato eliminato al primo turno.
In Coppa Davis ha giocato due match con la squadra brasiliana vincendone uno.

## Statistiche

### Singolare

#### Vittorie (0)
| Legenda                     |
| Grande Slam (0)             |
| Tennis Masters Cup (0)      |
| ATP Masters Series (0)      |
| ATP Championship Series (0) |
| ATP Tour (0)                |
| Challengers (4)             |
| Futures (16)                |

| Titoli per superficie |
| Cemento (5)           |
| Terra rossa (15)      |
| Erba (0)              |
| Sintetico (0)         |

| N°  | Data              | Torneo                                           | Superficie  | Avversario in finale        | Punteggio          |
| 1.  | 3 settembre 2000  | Peru F1, Lima                                    | Terra rossa | Julio Peralta               | 7–6(4), 3-6, 6-3   |
| 2.  | 15 ottobre 2000   | Paraguay F1, Asunción                            | Terra rossa | Nahuel Fracassi             | 6-4, 6-1           |
| 3.  | 5 agosto 2002     | Gramado Challenger, Gramado                      | Cemento     | Iván Miranda                | 6–4, 6–2           |
| 4.  | 8 giugno 2003     | Mexico F6, Loreto                                | Cemento     | Bruno Echagaray             | 6-3, 4-6, 6-3      |
| 5.  | 29 giugno 2003    | Mexico F9, Chetumal                              | Cemento     | Miguel Gallardo-Valles      | 1-6, 6-2, 5-1 rit. |
| 6.  | 17 agosto 2003    | Brazil F3, Porto Alegre                          | Terra rossa | Franco Ferreiro             | 6(5)–7, 6-4, 6-3   |
| 7.  | 9 maggio 2004     | Colombia F1, Cali                                | Terra rossa | Michael Quintero            | 6-2, 6-2           |
| 8.  | 16 maggio 2004    | Colombia F2, Pereira                             | Terra rossa | Leonardo Kirche             | 6-2, 6-1           |
| 9.  | 30 maggio 2004    | Italy F9, Teramo                                 | Terra rossa | Federico Torresi            | 7–6(0), 6-4        |
| 10. | 24 ottobre 2005   | Santiago Challenger II, Santiago del Cile        | Terra rossa | Rubén Ramírez Hidalgo       | 6–2, 6–3           |
| 11. | 9 novembre 2008   | Brazil F27, Porto Alegre                         | Terra rossa | Rogério Dutra da Silva      | 7–6(5), 6-1        |
| 12. | 16 novembre 2008  | Brazil F28, Guarulhos                            | Terra rossa | Rafael García               | 6-4, 6-1           |
| 13. | 14 dicembre 2008  | Brazil F32, Foz do Iguaçu                        | Terra rossa | Juan-Pablo Villar           | 7–6(5), 6-2        |
| 14. | 10 maggio 2009    | Brazil F1, Campinas                              | Terra rossa | Leonardo Kirche             | 6-3, 6-2           |
| 15. | 24 maggio 2009    | Brazil F3, Uberlândia                            | Terra rossa | José Pereira                | 4-6, 6-3, 6-3      |
| 16. | 2 agosto 2009     | BH Tennis Open International Cup, Belo Horizonte | Cemento     | Eduardo Schwank             | 4–6, 6–3, 6–4      |
| 17. | 11 settembre 2010 | Brazil F23, Fortaleza                            | Terra rossa | Cristhian Ignacio Benedetti | 6-2, 2-6, 6-2      |
| 18. | 14 maggio 2011    | Brazil F13, Caldas Novas                         | Cemento     | Thiago Alves                | 6-4, 6-1           |
| 19. | 18 settembre 2011 | BH Tennis Open International Cup, Belo Horizonte | Terra rossa | Gastão Elias                | 6–4, 6–4           |
| 20. | 9 ottobre 2011    | Brazil F33, San Paolo                            | Terra rossa | Gastão Elias                | 7-5, 7-5           |